# Ervín Damián Hugo Schönborn
Ervín Damián Hugo hrabě ze Schönbornu (též Erwein Damian Hugo von Schönborn, 17. května 1812, Vídeň – 12. ledna 1881, Praha) byl český šlechtic, držitel několika panství, konzervativní politik, c. k. komoří a poslanec Českého zemského sněmu za velkostatky.

## Život
Narodil se Bedřichu Karlovi Schönbornovi (1781–1849), zakladateli české linie hrabat ze Schönbornu, a jeho manželce baronce Anně Marii von Kerpen (1784–1862), nadané malířce.
Ve svěřenství (rodinný fideikomis) měl statky Lukavice, Příchovice, Přeštice, Malesice a Kozolupy na Plzeňsku a alodiální statek Dlažkovice na Litoměřicku.
Od roku 1861 do roku 1867 byl poslancem Českého zemského sněmu v kurii velkostatkářské za držitele fideikomisních statků. V té době se hlásil ke straně konservativní. Od zřízení Panské sněmovny Říšské rady v roce 1861 byl jejím dědičným členem. V roce 1864 se stal starostou Dolní Lukavice.
V Dolní Lukavici získal přezdívku „lidumil a hospodář“ a jako na dobrého hospodáře, velkého lidumila a dobrého muže na něj vzpomínají v Řenčích.

## Potomci
Za manželku si 11. července 1839 v Praze vzal palácovou dámu Kristýnu Marii Josefu hraběnku von Brühl (1817–1902). Měli spolu třináct dětí:
- 1. Karel Bedřich Josef (10. dubna 1840 Praha – 29. května 1908), I. manž. 1861 Johana z Lobkovic (16. 6. 1840 Konopiště – 5. 8. 1872 Malesice), II. manž. 1875 Zdenka ze Šternberka (16. 4. 1846 Vídeň – 16. 9. 1915 Malesice)[7][8]
- 2. Bedřich Ervín (10. 9. 1841 Praha – 21. 12. 1907 Vídeň), manž. 1869 Tereza Černínová z Chudenic (19. 12. 1843 – 26. 4. 1919)[7][9]
- 3. Ervín (12. 9. 1842 – 9. 1. 1849)[10][7]
- 4. František (24. 1. 1844 Praha – 25. 6. 1899 Sokolov), 5. českobudějovický biskup, 28. pražský arcibiskup, 16. primas český[7][11]
- 5. Anna Marie (20. 6. 1845 Dlažkovice – 17. 11. 1909 Vídeň), manž. 1866 baron Arnošt Ferdinand von Gudenus (8. 9. 1833 Horn – 28. 10. 1914 Štýrský Hradec)[7][12]
- 6. Hugo Damián Ervín (25. 6. 1847 Dlažkovice – 28. 6. 1847 Dlažkovice)
- 7. Marie Alžběta (4. 9. 1848 Teplice – 7. 6. 1905 Klipphausen), manž. 1871 Egon von Schönberg-Roth-Schönberg (14. 4. 1845 Wilsdruff – 10. 12. 1908 Drážďany)[7]
- 8. Marie Leopoldina (15. 2. 1850 Praha – 8. 9. 1852 Dolní Lukavice)[7]
- 9. Marie Vilemína (25. 6. 1851 Dlažkovice – 1. 9. 1911 Praha), svobodná a bezdětná[7][13]
- 10. Josef (8. 8. 1852 Dolní Lukavice – 24. 9. 1852 tamtéž)[7][14]
- 11. Vojtěch (2. 7. 1854 Dlažkovice – 10. 11. 1924 Bor), manž. 1889 Adelheid Löwenstein-Wertheim-Rosenberg (17. 7. 1865 Kleinheubach – 6. 9. 1941 Praha)[7][15]
- 12. Filip (*/† 21. 8. 1856 Dolní Lukavice)[7]
- 13. Pavlína (22. 1. 1861 Praha – 9. 2. 1922 tamtéž), manž. 1883 Zdenko Lobkowicz (5. 5. 1858 Vídeň – 13. 8. 1933 Harrachov)[7][16]